# Forgotten Horror
Forgotten Horror ist eine finnische Black- und Death-Metal-Band aus Kuopio, die 2004 gegründet wurde.

## Geschichte
Die Band wurde im Januar 2004 von Tuomas Karhunen gegründet. Der Rest des Jahres wurde damit verbracht an Liedern und Texten zu schreiben. Der Name „Forgotten Horror“ wurde im Dezember gewählt. 2005 bestand aus Proben, wobei noch keine feste Besetzung gefunden wurde. Im nächsten Jahr begannen die Aufnahmen zum ersten Demo. Der Bandsitz wurde von Kuopio nach Madrid verlegt. Im Dezember kam Lauri „Kassara“ Rytkönen als Schlagzeuger hinzu. 2007 wurden daraufhin die Schlagzeugaufnahmen mit Rytkönen neu eingespielt. Im Juli kam Tommi „Corpse“ Hoffren als Bassist hinzu, ehe im August das Demo mit einer Auflage von 200 Stück verkauft wurde. Es war Ende November vergriffen. 2008 wurde der Sitz der Gruppe zurück nach Finnland verlegt. Im September 2011 erschien über Woodcut Records das Debütalbum The Serpent Creation, dem sich im Frühling 2015 Aeon of the Shadow Goddess anschloss, das in der Walpurgisnacht erschien. Zur Veröffentlichung dieses Albums wurde ein Auftritt in Kuopio zusammen mit Demilich abgehalten.

## Stil
Luxi Lahtinen von voicesfromthedarkside.de schrieb über The Serpent Creation, dass hierauf durch Black Metal angehauchter Death Metal zu hören ist. Die Musik klinge aggressiv, wobei auch gelegentlich melodische Passagen eingestreut werden würden, und erinnere an schwedische Bands wie frühe Dissection, Naglfar und Necrophobic. Der Gesang lasse ihn an Mika Luttinen von Impaled Nazarene denken. In seiner Rezension zu Aeon of the Shadow Goddess schrieb Calen Nesten von metal-temple.com, dass die Band selbst ihre Musik als „Lilithian Black Metal“ bezeichnet, wobei sich „Lilithian“ auf Lilith bezieht, die in vielen Religionen als Adams erste Frau bezeichnet wird. Das Album sei durch Okkultismus beeinflusst worden und Tuomas Karthunen sei praktizierender Magier. Mit diesem Wissen im Hinterkopf klinge das Album wie ein dunkles Ritual.

## Diskografie
- 2007: Demo 2007 (Demo, Eigenveröffentlichung)
- 2011: The Serpent Creation (Album, Woodcut Records)
- 2015: Aeon of the Shadow Goddess (Album, Woodcut Records)